# 유미과학문화상
유미과학문화상이 재단법인 유미과학문화재단이 과학의 성과를 널리 알리기 위해 노력하는 사람들을 격려하기 위해 수여하는 상이다.

## 본상 역대 수상자
| 회차 | 연도   | 수상자                             | 수상 이유 |
| ---- | ------ | ---------------------------------- | --- |
| 1    | 2015년 | 박문호의 자연과학세상              | 학습단체이자 자연과학문화운동단체로서, 일반인들이 전문가 수준으로 자연과학을 학습하고, 자연과학적 세계관으로 삶을 새롭게 디자인함으로써 공부와 인생을 하나로 만드는 공간의 구실을 했다 |
| 2    | 2016년 | 조지형 빅히스토리 협동조합         | 2015년 5월에 설립되어, 빅히스토리 관련 컨텐츠 및 교육 프로그램을 지속적으로 개발하여 왔으며, 학생과 교사 그리고 일반인을 대상으로 하는 대중강연, 워크숍과 심포지움 등을 진행하고 있다. |
| 2    | 2016년 | 이근영 빅히스토리연구소장          | 빅히스토리 관련 저서를 번역해, 한국에 빅히스토리를 소개하였다. 많은 학교와 단체에서 200회 이상 빅히스토리를 강의했고, 빅히스토리 토론 모임인 빅히스토리연구소의 소장을 맡아 빅히스토리 교육과 보급에 노력하고 있다. |
| 3    | 2017년 | 서울대 과학사 및 과학철학 협동과정 | 과학기술에 대한 인문·사회과학적 탐구를 추구하는 한국의 대표적 전문 교육기관으로, 과학기술에 대한 학제적(interdisciplinary) 교육을 수행해 왔다. 또한 한국 사회에 필요한 과학사, 과학철학, 과학기술학 분야의 우수한 전문 인력을 양성했다. |
| 4    | 2018년 | 김용준 고려대 명예교수             | "부분과 전체", "우연과 필연" 같은 과학의 고전들을 번역하여 소개하는 일에 앞장섰으며, "과학·인간·자유", "혼돈과 질서" 등의 저서를 통해 인문학과 자연과학의 소통과 통합을 모색해 왔고, 2005년에는 과학과 종교의 관계를 깊이 살펴본 "과학과 종교 사이에서"를 펴냈다. |
| 5    | 2019년 | 박상대 서울대 명예교수             | 우리나라 분자생물학과 유전공학의 토대를 마련하였다. 1980년대에 서울대학교 유전공학연구소를 설립하는 데 주도적인 역할을 하였고, 분자생물학 대학원 협동 과정을 개설하여 학제간 교육에도 앞장섰으며, 국제백신연구소를 우리나라에 유치하여 저개발국 아동들의 보건 증진에도 기여하였다. "분자세포생물학"이라는 전문 학술도서를 처음으로 저술하고, 해외 저자들의 분자 생물학 교과서를 번역하는 등 분자생물학을 보급하는 데 앞장섰다 |

## 우수과학도서상 역대 수상자
- 4회까지는 과학도서 발간상, 5회부터는 우수과학도서상의 이름으로 시상하고 있다.

| 회차 | 연도   | 수상자                                                         | 수상 이유 |
| ---- | ------ | -------------------------------------------------------------- | --- |
| 1    | 2015년 | 스티븐 호킹 "위대한 설계"                                      | |
| 2    | 2016년 | (주)영림카디널                                                 | "페르마의 마지막 정리", "세상의 모든 원소 118", "거울 속의 물리학", "우주의 기원 빅뱅" 등의 과학도서는 독자들의 많은 사랑을 받고 있다. |
| 3    | 2017년 | 김영사 "사피엔스" (유발 하하리 지음, 조현욱 옮김)              | "인간은 과연 누구이며, 어디서 와서 어디로 가는가"라는 근본 질문에 획기적이고, 용기 있는 통찰을 저술 제공한다. |
| 3    | 2017년 | 청림출판 수수밭 "과학이 빛나는 밤에" (이준호 지음)             | 우주의 기원부터 별과 원소의 형성, 태양계와 지구의 탄생, 생명체의 진화를 지나 인류가 문명을 발전시켜 자신의 뇌속을 들여다 보고, 우주의 비밀을 해명하기까지 거쳐 간 모든 과정을 하나의 큰 틀로 파악할 수 있도록 저술 하였으며, 특이 할 만 것은 초등학교 선생님의 작품임이 돋보인다. |
| 4    | 2018년 | 알에이치케이 "기억을 찾아서" (에릭 캔델 지음, 전대호 옮김)     | 삶과 과학의 얽힘, 그리고 인문학과 자연과학의 상호보완에 어쩌면 자연적인 것과 인간적인 것의 대립, 심지어 물질과 정신의 대립을 양자택일 식으로 해결하는 대신에 더 깊이 이해하고 재구성하기 위한 열쇠를 제공하기도 하는 인문과 자연과학의 통섭의 노력을 높이 평가하였다              |
| 4    | 2018년 | 한스미디어 "인공지능의 미래" (제리 카플란 지음, 신동숙 옮김)   | 향후 수십 년간 우리 사회에 큰 영향을 끼칠 가능성이 높은 인공지능 분야의 복잡한 사회적, 법적, 경제적 이슈를 간단명료하게 소개하고, 기술적 세부사항에 치중하기보다는 기본적인 이슈와 논점을 폭넓게 제시한 것을 높게 평가하여 수상작으로 선정하였다.                                 |
| 5    | 2019년 | 까치 "거의 모든 것의 역사" (빌 브라이슨 지음, 이덕환 옮김)     | 우주의 탄생부터 현재에 이르기까지 과학의 역사를 누구나 이해할 수 있도록 아주 쉽고도 유쾌하게 풀어내었다. |
| 5    | 2019년 | 메디치미디어 "4차 산업혁명 시대 대한민국의 기회" (이재홍 지음) | 미래부 등 관련 분야의 공무원으로 일하면서 얻은 경험을 토대로 4차 산업의 의미와 정책 방향을 제시한 한 점을 높게 평가하였다. |